# Parapalystes
Genre
Parapalystes est un genre d'araignées aranéomorphes de la famille des Sparassidae.

## Distribution
Les espèces de ce genre sont endémiques d'Afrique du Sud.

## Liste des espèces
Selon World Spider Catalog (version 17.5, 22/01/2017) :
- Parapalystes cultrifer (Pocock, 1900)
- Parapalystes euphorbiae Croeser, 1996
- Parapalystes lycosinus (Pocock, 1900)
- Parapalystes megacephalus (C. L. Koch, 1845)
- Parapalystes whiteae (Pocock, 1902)

## Publication originale
- Croeser, 1996 : A revision of the African huntsman spider genus Palystes L. Koch 1875 (Araneae: Heteropodidae). Annals of the Natal Museum, vol. 37, p. 1-122.